# Ферид-бег Боровинић
 Ферид-бег Боровинић је био Србин муслиман, бег у Османском царству. Потомак је властелинске породице Боровинић.
Био је један од три исламизована члана породице Боровинић, који се помињу током 16. вијека. Помиње се у дефтеру за херцеговачки санџак 1519. године. У дефтеру је уписан зијамет „славног” Ферид-бега Боровинића и његовог сина Бајезида. Дефтер из 1519. године је последњи документ у коме се помињу чланови породице Боровинић.